# Wolfgang Troßbach
Wolfgang Troßbach (* 24. August 1927 in Berlin; † 5. Dezember 2021) war ein deutscher Hürdenläufer und Fußballtrainer.

## Biografie
Wolfgang Troßbach wuchs in Berlin auf. Sein Vater Heinrich Troßbach war in den 1920er Jahren ebenfalls in der Disziplin 110-Meter-Hürdenlauf erfolgreich. Mit 13 Jahren schickten Troßbachs Eltern ihn auf die Adolf-Hitler-Schule der Ordensburg Sonthofen. Einer seiner Schulkameraden war der Schauspieler Hardy Krüger. Im Alter von 17 Jahren wurde Troßbach als Soldat rekrutiert und war mit Ende des Zweiten Weltkriegs in Kriegsgefangenschaft. Danach holte er sein Abitur in Kulmbach nach. Als er 1947 durch einen Zeitungsbericht erfuhr, dass Carl Diem die Sporthochschule Köln gründen wollte, zog er nach Köln, um dort ein Sportstudium zu beginnen, und legte eine Prüfung als Fußballlehrer bei Sepp Herberger ab. In dieser Zeit trainierte er die TuRa Bonn, einen Vorgängerverein des heutigen Bonner SC. Mit seinem Wechsel nach Berlin gab er dieses Amt auf und trainierte fortan Tasmania Berlin.
Nachdem Troßbach bei den Deutschen Meisterschaften 1950 und 1951 über 110 m Hürden sich den Meistertitel gesichert hatte, durfte er bei den Olympischen Spielen 1952 in Helsinki starten. Im Wettbewerb über 110 m Hürden schied er im Vorlauf aus und belegte den 17. Rang in der Gesamtwertung. Ein Jahr später gelang es ihm, seinen Deutschen Meistertitel erneut zu verteidigen. 1955 beendete er seine Karriere als Leichtathlet und arbeitete fortan bei der Thyssen AG sowie später bei den Vereinigten Schraubenwerken in Essen. Mit 63 Jahren ging er in Rente und zog mit seiner Frau Erika, die auch in Köln Sportstudentin gewesen war, nach Bensberg. Troßbach hat zwei Töchter und einen Sohn.